# 阿什維爾級巡邏砲艇
阿什維爾級砲艇是一款因應古巴導彈危機而服役的巡邏砲艇，而後在服役10多年後因任務需求不再而快速退役，部分移交至友邦使用、部分作為實驗艦艇或作為博物館艦，其餘則均已拆解。
該艦原先為PGM(Patrol motor gunboat)，後於1967年編號更改為PG(Patrol gunboat)。

## 發展
雖然該艦原先的預計部署地區為加勒比地區，然而隨後因需求不再而部署到越南戰爭中，進行近海巡邏任務，然而因裝甲薄弱，受到沿岸火力襲擊時容易出現傷亡。而海軍也曾將部分阿什維爾級部署到地中海監視與對峙同樣部署在地中海地區的蘇聯巡邏艇。
隨後因導彈技術的革新，使小型艦艇也能搭載導彈，海軍便對其中五艘艦艇進行改裝測試，如貝尼西亞號的艦炮移除並安裝AGM-12飛彈（空對空版本）；安蒂洛普號與雷迪號在艦尾加裝2具飛彈發射艙，甲板上增設彈藥儲存箱；大急流城號及道格拉斯號則換裝更先進的AGM-78標準反輻射導彈。

### 設計
該艦的設計採用柴油-燃氣渦輪複合動力系統，低速巡航時採用柴油引擎，高速衝刺則改用燃氣渦輪引擎，並且兩者間的切換採用氣動系統，能在短時間內快速切換兩種模式，同時該艦還採用可變距螺旋槳，使其機動極其靈活。阿什維爾級不僅是美國海軍首款採用燃氣渦輪動力的艦艇，同時也是首艘使用鋁合金船體與玻璃纖維上層結構的艦船。

## 同級艦
| 艦名       | 舷號           | 造船廠         | 下水       | 服役       | 退役       | 結局                                                                                                  |
| ---------- | -------------- | -------------- | ---------- | ---------- | ---------- | --- |
| 阿什維爾號 | PGM-84/PG-84   | 塔科馬造船公司 | 1965-05-01 | 1966-08-06 | 1977-01-31 | 於1977年4月11日除籍，並於1985年出售拆解                                                               |
| 蓋洛普號   | PGM-85/PG-85   | 塔科馬造船公司 | 1965-06-15 | 1966-10-22 | 1977-01-31 | 於1984年10月9日除籍，並於2007年出售拆解                                                               |
| 安蒂洛普號 | PGM-86/PG-86   | 塔科馬造船公司 | 1966-06-18 | 1967-11-04 | 1977-10-01 | 於1978年1月17日移交至美國環境保護局                                                                   |
| 雷迪號     | PGM-87/PG-87   | 塔科馬造船公司 | 1967-05-12 | 1969-01-06 | 1977-10-01 | 不詳                                                                                                  |
| 克羅克特號 | PGM-88/PG-88   | 塔科馬造船公司 | 1967-06-24 | 1967-06-24 | 1976-10-01 | 於1976年12月15日除籍並於1977年移交至美國環境保護局，後於1986年拆解                                    |
| 馬拉松號   | PGM-89/PG-89   | 塔科馬造船公司 | 1967-04-22 | 1968-05-11 | 1977-01-31 | 移交至麻薩諸塞海軍學院作為訓練艦使用                                                                  |
| 卡農號     | PGM-90/PG-90   | 塔科馬造船公司 | 1967-06-10 | 1968-07-28 | 1977-01-31 | 等待拆解                                                                                              |
| 塔科馬號   | PG-92          | 塔科馬造船公司 | 1968-04-13 | 1969-07-14 | 1983-05-01 | 於1983年5月16日租借給哥倫比亞海軍，並改名為Quita Sueño (P 112)，後於1995年9月20日正式出售給哥倫比亞   |
| 韋爾奇號   | PG-93          | 皮特森建造公司 | 1968-07-25 | 1969-09-08 | 1981-09-20 | 於1983年移交至哥倫比亞海軍，並改名為Albuquerque(P 111)                                                |
| 奇黑利斯號 | PG-94          | 塔科馬造船公司 | 1968-06-08 | 1969-11-08 | 1977-10-01 | 移交至美國海軍海洋系統司令部並改名為R/V雅典娜號，其作為測試船服役到2016年                             |
| 迪法恩斯號 | PG-95          | 皮特森建造公司 | 1968-08-24 | 1969-09-24 | 1973-06-11 | 移交至土耳其海軍並改名為Yildirim(P 338)，後於1985年因火災而毀損退役                                   |
| 貝尼西亞號 | PG-96          | 塔科馬造船公司 | 1969-12-20 | 1970-04-25 | 1971-10-02 | 於1973年移交至韓國海軍，並改名成Paek Ku(PGM 351)                                                      |
| 瑟普賴斯號 | PG-97          | 皮特森建造公司 | 1968-12-07 | 1969-10-17 | 1973-02-28 | 於1973年2月28日租借給土耳其海軍使用並改名為Bora(P 339)，後於1987年6月正式出售給土耳其                 |
| 大急流號   | PG-98          | 塔科馬造船公司 | 1970-04-04 | 1970-09-05 | 1977-10-01 | 移交至美國海軍海洋系統司令部並改名為R/V雅典娜二號，其作為測試船服役到2016年，並在網路上出售給私人擁有 |
| 比肯號     | PG-99          | 皮特森建造公司 | 1969-05-17 | 1969-11-22 | 1977-04-22 | 於1989年11月22日移交至希臘海軍，並改名成Ormi(P-230)                                                   |
| 道格拉斯號 | PG-100         | 塔科馬造船公司 | 1970-06-19 | 1971-02-06 | 1977-10-01 | 移交至美國海軍海洋系統司令部並改名為R/V勞倫號，後於2008年8月30日作為靶艦擊沉                          |
| 綠灣號     | PGM-101/PG-101 | 皮特森建造公司 | 1969-06-14 | 1969-12-05 | 1977-04-22 | 於1989年6月30日移交至希臘海軍，並改名成Tolmi(P-229)                                                   |

## 外部連結
- Πολεμικό Ναυτικό – Επίσημη Ιστοσελίδα – Αρχική （希臘語）
- Hellenic Navy
- Dictionary of American Naval Fighting Ships online
- NavSource photo archive
- Patrol Gunboat Reunion Association